# 絶対に笑ってはいけない空港24時
『絶対に笑ってはいけない空港24時』（ぜったいにわらってはいけないエアポート24じ）は、2011年12月31日（土）18:30（午後6時30分） - 2012年1月1日（日）0:30（午前0時30分、JST）にかけて日本テレビのバラエティー番組『ダウンタウンのガキの使いやあらへんで!! 大晦日年越しSP』として放送された企画である。日本テレビ系列（NNS加盟）29局同時ネット。『絶対に笑ってはいけないホテルマン24時』と『絶対に笑ってはいけないスパイ24時』と2年連続遅れネットだったテレビ大分は『絶対に笑ってはいけない新聞社24時』以来同時ネットとなった。
年明けの1月8日にはレギュラー放送にて未公開シーンが放送された他、1月13日（金）の『金曜スーパープライム』（テレビ大分を除くNNS28局）でも未公開シーンを集めた『ガキの使いSP完全版!!絶対に見逃してはいけない空港24時』（ガキのつかいスペシャルかんぜんばん!!ぜったいにみのがしてはいけないエアポート24じ）が放送された。

## 概要
| 空港24時のメンバー （セリフテロップの色） | 第一印象         | お仕置きを受けた回数（ケツバット）          |
| ----------------------------------------- | ---------------- | ------------------------------------------- |
| 松本（赤■）                               | 自業自得の骨折CA | 302回                                       |
| 浜田（青■）                               | 巨乳&ミニスカCA  | 288回（股間鷲掴み1回）                      |
| 山崎（緑■）                               | お笑い素人CA     | 227回（タイキック、ビンタ1回、のど輪3回）   |
| 遠藤（橙■）                               | 男前ド変態CA     | 224回（タイキック、もみくちゃ1回、キス2回） |
| 田中（紫■）                               | 不潔ノッポCA     | 231回（タイキック1回）                      |
| 藤原（黒■）                               | 美人CA           | -                                           |

数字は罰を受けた回数、このうち一番多いメンバーを赤字、少ないメンバーを青字で示す。
「笑ってはいけないシリーズ」の通算9作目で、オンエアが歴代シリーズ最長タイとなる6時間（未公開を除く、未公開を含むと最長記録の7時間を超える8時間30分に更新。）、『絶対に笑ってはいけない病院24時』からガキの使いメンバー5人で罰ゲームを実施。
DVDは2012年12月5日に第18弾として発売された。通常版は昨年に続き上巻・下巻に分けて発売、初回限定版では本編ディスク4枚に加えて、メイキング映像などを収録した特典ディスク1枚が入っている。

### 舞台
「ガースー黒光りエアラインシステム」（ガースーくろびかりエアラインシステム）、通称GAS（Gaasuukurobikari Airline System）として、茨城県内（高萩市の旧茨城県立高萩工業高等学校跡地と小美玉市の茨城空港と行方市の「玉造海洋センター」）でのロケが行われた。VTR内ドラマ『キャビンアテンダント物語』のロケ地は千葉県芝山町の航空科学博物館。

### ルール
お仕置きは『スパイ』以降恒例となった、迷彩模様の服と赤い縁取りの黒い目出し帽を着用した「ブラックアーミー軍団」による黒い棒でのケツバット。判定方法は監視役によって笑ったと判定された場合、不正解の判定音と藤原の声で「○○ OUT」とアナウンスされる。今回から判定音がリニューアルされた。
例外として山崎・遠藤・田中が1回タイキックを受けた。ちなみに遠藤がタイキックを受けるのはこの回が初めてであった。

### 視聴率
平均視聴率は第1部（18:30 - 21:00）が18.7％、第2部（21:00 - 翌0:30）が16.6％を記録し、当時のシリーズ最高視聴率を更新した（ビデオリサーチ調べ、関東地区・世帯・リアルタイム）。『NHK紅白歌合戦』の裏番組の中では唯一の二桁視聴率、民放の中ではトップを記録した。
2012年1月13日に放送された『金曜スーパープライム』では平均視聴率13.1%を記録した（ビデオリサーチ調べ、関東地区・世帯・リアルタイム）。

### コラボキャンペーン
ダウンタウンと吉本芸人が出演しているジョージアエメラルドマウンテンシリーズのCMとのコラボ企画があり、2011年の展開を総括したロングCMが放送された。最後に放送されたCMでは山崎とココリコにも出番が与えられ、ナレーションは通常放送での担当が多い山田真一が行っている。

## 出演者

### 本編
レギュラーメンバー
- ダウンタウン（松本人志・浜田雅功）
- 山崎邦正
- ココリコ（遠藤章造・田中直樹）

引率
- 藤原寛（ダウンタウン元マネージャー） - 引率の先輩CA
- 松本専属SP - 階段などの移動をサポートした2人の外国人

バス内
GAS本社行きバス内
- バナナマン（設楽統・日村勇紀）- お笑い追っかけの女子高生
- 伊藤一朗（Every Little Thing） - お笑い追っかけの女子高生
- 藤森慎吾（オリエンタルラジオ） - カップルの彼氏
- 吉高由里子 - カップルの彼女
- 梅沢富美男 - 吉高の父
- 岡田圭右（ますだおかだ） - ハッピーボーイ・ドッキリばらし役
- AMEMIYA - ミュージシャン芸人
- 梅宮辰夫 - AMEMIYAの相方・UMEMIYA
- 小籔千豊 - AMEMIYAのマネージャー

空港行きバス内
- ローラ - 愛犬のモカ（ミニチュアダックスフント）を連れて登場
- 関根勤 - 大滝秀治に扮して登場
- 2700（ツネ・八十島弘行） - 肘のアイドルとラップ・関根の相方

バス外
- 大島美幸（森三中） - 下着泥棒の被害者1
- バービー（フォーリンラブ） - 下着泥棒の被害者2

GAS本社
- マツコ・デラックス - チーフCA
- 高橋惠子 - CA教育係。にしおかすみこに扮して登場
- 白竜 - 白い「竜」ボタンを押して現れた男
- 具志堅用高 - 新任教官
- 武田修宏 - 新任教官
- X-GUN（西尾季隆・さがね正裕）- 新任教官
- 渡辺直美 - 海外からの大物アーティスト（ビヨンセ）
- 黒沢かずこ（森三中） - 海外からの大物アーティスト（レディー・ガガ）
- 楳図かずお - チアリーダー
- 三田佳子 - 担当医師。なお、三田は以前同じ日本テレビ系列の連続ドラマで主演の外科医を演じている。

CA合同訓練
- 天野ひろゆき（キャイ〜ン） - MC
- 優木まおみ - MC
- 藤岡弘、　- 審査員長
- 叶姉妹（叶恭子・叶美香）　- 審査員
- 武田幸三　- 刑罰のタイキック執行役

CA合同訓練に出場したライバルCA
チュウネンタル航空
- 笑福亭笑瓶
- 千原せいじ（千原兄弟）
- 西田幸治（笑い飯）
- くっきー!（野性爆弾）
- 木下隆行（TKO）

キモイタリア航空
- 藤本敏史（FUJIWARA）
- ドランクドラゴン（塚地武雅・鈴木拓）
- カンニング竹山
- 春日俊彰（オードリー）

オネールフランス航空
- ミッツ・マングローブ
- はるな愛
- クリス松村
- KABA.ちゃん
- 真島茂樹

VTR内
『キャビンアテンダント物語』（スチュワーデス物語のパロディ）出演者
- 千秋 - 松本千秋役
- 新おにぃ（前島コーイチ） - 村沢浩教官役
- 原日出子 - 千秋の母役
- 目黒祐樹 - 千秋の義父役
- 松村雄基 - 千秋の義兄役
- 伊藤かずえ - 千秋の義妹役
- 山下真司 -  柿野竜太教官役
- 椿鬼奴 -  新藤真理子役
- 高樹澪 - 新人CA役（本家の石田信子役）
- 比企理恵 - 新人CA役
- いとうまい子 - 新人CA役
- 堀ちえみ - 先輩CA役（本家の松本千秋役）

CA研修用DVD
- ジミー大西 -  GAS総合コールセンターの受付嬢

空港内
- 板尾創路（130R）-空港内をさ迷うゾンビ
- チャド・マレーン - 外国人機長、後にゾンビ
- 遠藤の父親 - 搭乗客、後にゾンビ
- 遠藤の母親 - 搭乗客
- 遠藤の弟 - 搭乗客
- DJ KOO（TRF） - ATMを探している客
- 友近 - ピザキャップ店員「西尾一男」
- 山口智充（DonDokoDon） - ヒクソン・グレイシーと桑名正博に扮した客
- 江頭2:50 - 保安員
- 外国人客

公民館
労働課
- 上島竜兵（当時・ダチョウ倶楽部） - 親方
- ケンドーコバヤシ - リーダー
- クロちゃん（安田大サーカス）
- 田中卓志（アンガールズ）
- 中村喜伸

総務課
- 出川哲朗 - 室長
- 星田英利 - リーダー
- 岩尾望（フットボールアワー）
- 原西孝幸（FUJIWARA）
- ワッキー（ペナルティ）

ブラックリスト空港従業員報告会
- 雨上がり決死隊（蛍原徹・宮迫博之） - 空港従業員報告会議長
- 河本準一（次長課長）
- 勝俣州和
- 千原ジュニア（千原兄弟）
- 陣内智則
- 木村祐一
- 渡部建（アンジャッシュ）
- 高橋茂雄（サバンナ）
- 三又又三
- ライセンス（井本貴史・藤原一裕）

空港開港1周年記念式典
- テル - 元総理大臣・菅直人
- 礼二（中川家） - テロリストのリーダー
- 剛（中川家） - 空港職員（警備員）
- 新おにぃ（前島コーイチ） - 教官
- 堀ちえみ - CA
- 蝶野正洋 - SAT隊長

驚いてはいけない空港
山崎・遠藤のパート
- ゴリラの着ぐるみ - 「驚いてはしりとり」の一つ
- 八木真澄（サバンナ） - 「驚いてはしりとり」の終点「パナキ」
- RG（レイザーラモン）　- 完成度の低い京本政樹

浜田・田中のパート
- 梅沢富美男
- 楳図かずお
- 神奈月 - 額縁の高城剛
- 地デジカ - セグウェイに乗って登場。2012年の3月31日に東北三県（岩手県、宮城県、福島県[8]）のアナログ放送終了宣伝。

松本を除く全員のパート
- おばちゃん1号（浅見千代子） - 驚いては寄席の案内人
- ザ☆健康ボーイズ（八木真澄・なかやまきんに君） - 驚いては寄席の出演芸人
- 恋さん（シャンプーハット） - 驚いては寄席の出演芸人[9]
- 古代怪獣ゴモラ - ウルトラ怪獣
- ヘイポー（斉藤敏豪） - オヤジ狩り集団に襲われて拉致された教官
- ガリガリ君・ガリ子ちゃん - 赤城乳業の名物キャラクターでオヤジ狩り集団（オヤジガリガリ君集団）

エンディング
- 奥田民生 - テーマソング、「愛のために」の替え歌。

### 未公開シーン
2012年1月8日OAのレギュラー枠と、1月13日OAの『金曜スーパープライム』で放送。

#### 2012年1月8日未公開シーン出演者
GAS本社
- 白竜 - 黄色い「ゲ」ボタンを押して現れたゲゲゲの鬼太郎

空港内
- 礼二（中川家） - 弁慶に扮した国際指名手配犯のテロリスト
- 村上ショージ - 源義経に扮した国際指名手配犯のテロリスト
- 剛（中川家） - 空港職員（荷物検査の保安官）

#### 2012年1月13日未公開シーン出演者
バス内
GAS本社行きバス内
- ワッキー（ペナルティ） - 猿の戦士
- 原西孝幸（FUJIWARA） - 猿の戦士
- あき竹城 - メスゴリラ

空港行きバス内
- デヴィ・スカルノ - 『子連れ狼』の拝一刀

VTR内
GASおすすめスポットである箱根紹介VTR出演者
- 中尾彬 - 旅する夫
- 池波志乃 - 旅する妻
- デコピン浜ちゃん（ダウソタウソ） - VTRに現れた浜田のそっくりさん
- 長江康裕（浜田のマネージャー） - VTRに現れた浜田のマネージャー

入国審査VTR出演者
- ジミー大西 - 自称アメリカ人ダンサーの不法入国者

『混迷の世界経済〜復活への道〜』出演者
- ジミー大西 - 国際派アナリスト「大西秀明」
- 片山さつき - ジミーの対談相手

芸術鑑賞会（舞台『ベスト・キッド』）出演者
- 梅宮クラウディア - ひ弱な頃のダニエル役
- 三浦理恵子 - アリ役
- 諸星和己 - ジョニー（コブラ会の1人）役
- 前田吟 - ミヤギ（ミヤギ道場師範）役
- 梅宮アンナ - 強くなったダニエル役
- 嶋大輔 - コブラ会師範役
- 須藤元気 - 審判役
- 徳川美妃 - MC役
- 梅宮辰夫 - ダニエルのママ役

空港内
- RYOTA - 無表情訓練に登場したマジシャン
- Mr.都市伝説 関暁夫 - 無表情訓練に登場したMr.都市伝説
- 唐沢俊一 - 無表情訓練に登場した雑学王
- 山口智充（DonDokoDon） - Mr.ビーンとヒクソン・グレイシーに扮した男

## 主な出来事
バス車内
- 初めに罰を受けたのは、松本が必死で笑いをこらえようと耐えていたのを見て噴き出した山崎。
- 1停目はバナナマンと伊藤の女子高生、2停目はオリエンタルラジオの藤森と吉高由里子へ梅沢富美男にドッキリ2回にハッピーボーイ(岡田)、原西孝幸とワッキーとあき竹城のゴリラが襲来(スペシャル未公開)。

GAS本社
- 藤原によるスガダックの長説明(レギュラー未公開)
- スパルタ教育長(高橋恵子)がにしおかすみこに扮して登場。
- マツコが遠藤をもみくちゃにし、田中は「ふざけんなコノヤロー」「うっせぇよ!」と罵倒され、山崎はのど輪を受ける。

新人研修室
- 浜田のCA手帳の証明写真のみマウンテンゴリラとなっている
- 引き出し
  - 山崎・浜田→自動で飛び出す引き出し
  - 浜田→美大生・似顔絵師・漫画家（楳図かずお、漫☆画太郎）の描いた浜田の似顔絵と松本の娘が遊んだおもちゃ
  - 松本→メンバーのアイコラ写真とボタン（白地に『竜』）[10]
  - 山崎→色黒の菅人形
  - 田中→DVDが2枚
  - DVD1枚目は「キャビンアテンダント物語」（「スチュワーデス物語」のパロディ）というドラマが再生された。結末で堀ちえみが現われ、「実は、全員合格じゃなかったんです。田中だけアウトです。しかも、田中タイキックなんです。」という台詞を発言。ドラマが終わった後に田中がタイキックを受けた。
  - DVD2枚目は浜田のそっくりさん、長江マネージャー、中尾彬夫妻が登場(未公開)
- 昼食では『頭文字長ワード選手権』でおかずを争奪しあう。(未公開)
- 松本が携帯式トイレを使用。
- 新人歓迎式典→救護室で三田佳子が浜田の股間を鷲掴みする。
- 部屋に戻ると机に黄色の『ゲ』とかかれたボタンがあり、ボタンを押すと白竜が鬼太郎に扮して山崎にのど輪。(レギュラー未公開)
- その後、松本の引き出しに松本人形（『スパイ』で登場した浜田人形の松本バージョン）、遠藤の引き出しに松本人形と浜田人形（『スパイ』で登場したものと同じ）が入っていた。
- 浜田と山崎の引き出しには番犬ガオガオの被り物が入っており、仕掛けなどはなく浜田以外のメンバーは被っても笑いはしなかったが浜田だけ後ろを向くと浜田以外のメンバーは(何故か)笑い出した。(未公開)

CA合同訓練
- この訓練では、特別ルールとして、研修中は笑ってよい（笑ってもOUTになってケツをしばかれることはない）が、対決に負けた場合はタイキックを受けなければならない。
- 1種類目「10秒で答えましょう!」では遠藤と山崎が選ばれてタイキックを受けた[11]。
- 2種類目「もんまりバトル」では審査員の藤岡弘、の裁量で全員回避した。

研修室
- 訓練後、ジミーVTR、ミュージカル『ベストキッド』(未公開)、部屋に戻ると机にダウンタウン人形と番犬ガオガオの被り物。(一部未公開)

空港行きのバス
- １つ目の停留所ではローラの面白い話
- ２つ目の停留所ではヤンキーと大滝秀治(関根勤)、続けて2700の歌、関根勤がツネに扮して登場。
- ３つ目の停留所ではデヴィ夫人の子連れ狼(未公開)

茨城空港
- 引き出しに菅人形、田中の引き出しには山崎のアイコラ写真[12]（この2つは訓練学校で登場したものと同じ）、松本の顔の福笑い、2人ともズボンが半分脱げてパンツ（イチゴ柄）が丸見えになっている松本人形・浜田人形（ちなみに菅人形はノーパンだった）が入っていた。
- 無表情訓練(未公開)、笑ったり少しでも表情を崩したらアウトになる。
- 公民館へのバス車内でしりとり(未公開)
- 夕食(未公開)、チェックインカウンター
- ジミーVTR『入国審査』(未公開)
- 報告会
- ジミーVTR(未公開)
- 手荷物検査(一部未公開)
- 荷物受け取り(未公開)
- 空港1周年記念式典の最中に中川家・礼二率いるテロリストに占拠されたが、隊長の蝶野率いるSATに鎮圧される。CAが遺したダイイングメッセージには「テロリストに情報を流したのはヤマザ」という犯人が山崎であることを仄めかす内容が書かれており、山崎は「今崎邦正」「今崎ホセ」と偽名を使って逃れようとしたが藤原に本名をバラされ、ビンタを受けた。

驚いてはいけない空港
- 日本テレビ系列での放送時、驚いてはいけないしりとりで八木真澄が出現した直後に2012年の年が明けた。

## 主要スタッフ
- ナレーター：広中雅志
- 企画構成：松本人志、浜田雅功
- 構成：高須光聖、塩野智章/西田哲也、八代丈寛、鈴木雅貴、久保貴義、柳しゅうへい、ゴージャス染谷、渡辺陽介、福岡孝哲、深田憲作、山岡潤平
- TM：石塚功
- TD/SW：林洋介
- SW：村田陸彦
- CAM：石渡裕二、水谷元保、原島伸光、出野裕史
- VE：中濱央友、篠原昭浩
- VTR：町田和康、宮崎要祐
- CCD：山内新太、藤沼大輔
- MIX：木村宏志、大場悟、高岡彰吾、南雲長忠
- モニター：吉邑光司
- イントレ：稲葉和樹、日浅努
- LD：山内圭、森田恵太郎
- LO：帯金貴子/高橋政彦、横山杏奈
- 美術プロデューサー：林健一、山本澄子
- デザイナー：大竹潤一郎、高橋太一
- グラフィックデザイナー：菊池眞純
- 大道具：入江豊
- 小道具：佐々木洋平、寺原吾一
- 電飾：原口まどか
- 造園：安澤淳
- 花飾：花香恭子
- 特殊効果：栗原寛亨
- 衣裳：川上紗也加、有馬裕太
- 持道具：三野尚子
- スタイリスト：高堂のりこ、北田あつ子
- メイク：興山洋子、外山奈津子
- 結髪：高橋加奈子
- イラストデザイン：安居院一展（アパッシュ）
- リサーチ：野村直子（Vispo）
- 車両：関谷匡範（アルタイル）
- CG加工：井鍋渉（QuadRoot）
- 楽曲制作：坂本秀一
- 編集：高野毅・一戸勇人（ヌーベルバーグ）
- MA：日吉寛（RAFT）
- 音効：梅田堅（佳夢音）
- TK：前田淳子
- 技術協力：NiTRo、共立、ジャパンテレビ、ジェイ・クルー、小輝日文、ティスマンサービス、バンセイ、FVA、SANY、ベスコ、ビデオサービス、アーク・ビデオ、サークル、PYG、西尾レントオール、共信コミュニケーションズ、銀座サクラヤ、麻布プラザ
- 美術協力：日テレアート/中央宣伝企画、テルミック、テレフィット、東京衣裳、京阪商会、奥松かつら、俳優座特効、ウエマサ、京花園、トライブ
- ロケ協力：茨城空港、いばらきフィルムコミッション、高萩フィルムコミッション、茨城市立高萩清松高等学校、小美玉市役所、行方市玉造海洋センター、東京エー・アイ・シー、財団法人 航空科学館振興財団、箱根フィルムコミッション、箱根湯本観光協会、タカハシレーシング、栄光武道具、赤城乳業
- 写真提供：アフロ、日刊スポーツ
- ウィッグ協力：フォンテーヌ
- 衣裳協力：イーボル、キメラパーク、ブラック バイ マウジー、メルトヘルム澁谷
- 編成：吉無田剛
- 営業：阿部寿徳
- 宣伝：永井晶子
- ドラマ撮影：松原浩、難波利昭、森清知成
- AD：鶴田哲朗/児玉萌、宮内聡仁、小坂道洋、三村美絵、大川太郎、前田匡寛、水谷洋平、大江紀和
- 制作進行：小林智武、原田里美
- AP：松本あゆみ、柳祐輔
- デスク：内野幸
- 映像コーディネイト：斎藤政憲
- ディレクター：堤本幸男/名嘉鎮士、但木洋光、山本カンスケ、小紫弘三、島田健作、諏訪裕紀、荻原実、武石一也
- 演出：高橋敬治、田中竜登
- プロデューサー：中村喜伸、大沼朗裕、小林宏充、浜田和宏、所俊輔、遠藤正累（1月13日未公開）
- 監修：柳岡秀一
- 総合演出：斉藤敏豪
- プロデューサー・演出：大友有一
- チーフプロデューサー：竹内尊実（本編）、大野彰作（1月13日未公開）
- 制作：森實陽三（1月13日未公開）
- 協力：吉本興業
- 制作協力：Fact、charie's ZORO、オフィスぼくら、AX-ON
- 製作著作：日本テレビ